# Bătdâmbâng (prowincja)
Bătdâmbâng (khm. បាត់ដំបង) – prowincja w zachodniej Kambodży. W 1998 roku zamieszkana przez 793 129 osób. Dziesięć lat później miała już ponad milion mieszkańców.
Prowincja podzielona jest na 13 dystryktów:
- Banan
- Thma Koul
- Bătdâmbâng
- Bâvél
- Êk Phnum
- Moŭng Rœssei
- Rôttanak Môndól
- Sângkê
- Samlout
- Sâmpŏulun
- Phnum Prœk
- Kâmriĕng
- Koas Krala